# Động vật lưỡng cư
Động vật lưỡng cư (danh pháp khoa học: Amphibian) là một lớp động vật có xương sống máu lạnh. Tất cả các loài lưỡng cư hiện đại đều là phân nhánh Lissamphibia của nhóm lớn Amphibian này. Động vật lưỡng cư phải trải qua quá trình biến thái từ ấu trùng sống dưới nước tới dạng trưởng thành có phổi thở không khí, mặc dù vài loài đã phát triển qua nhiều giai đoạn khác nhau để bảo vệ hoặc bỏ qua giai đoạn ấu trùng ở trong nước dễ gặp nguy hiểm. Da được dùng như cơ quan hô hấp phụ, một số loài kỳ giông và ếch thiếu phổi phụ thuộc hoàn toàn vào da. Động vật lưỡng cư có hình dáng giống bò sát, nhưng bò sát, cùng với chim và động vật có vú, là các loài động vật có màng ối và không cần có nước để sinh sản. Trong những thập kỷ gần đây, đã có sự suy giảm số lượng của nhiều loài lưỡng cư trên toàn cầu.
Các động vật lưỡng cư đầu tiên phát triển trong giai đoạn từ kỷ Devon từ cá vây tay với phổi và vây chân, đây là đặc điểm hữu ích trong việc thích nghi với đất khô. Chúng phát triển đa dạng và trở thành nhóm thống trị trong suốt kỷ Cacbon và kỷ Permi, nhưng sau đó đã được thay thế bằng các loài bò sát và động vật có xương sống khác. Theo thời gian, động vật lưỡng cư đã giảm kích thước và mức độ đa dạng, chỉ để lại lớp hiện đại Lissamphibia.
Ba bộ hiện đại của động vật lưỡng cư là Anura (ếch và cóc), Caudata / Urodela (kỳ giông), và Gymnophiona / Apoda (bộ không chân). Số lượng các loài động vật lưỡng cư được biết đến là khoảng 7.000, trong đó gần 90% là các loài ếch nhái. Các động vật lưỡng cư nhỏ nhất (và có xương sống) trên thế giới là loài ếch ở New Guinea (Paedophryne amauensis) với chiều dài chỉ 7,7 mm. Các động vật lưỡng cư còn tồn tại lớn nhất là kỳ giông khổng lồ Trung Quốc (Andrias davidianus), dài đến 1,8 m, nhưng vẫn còn rất nhỏ so với loài tuyệt chủng Prionosuchus ở kỷ Permi tại Brazil, dài 9 m. Các nghiên cứu về động vật lưỡng cư được gọi là batrachology, trong khi các nghiên cứu của cả hai loài bò sát và lưỡng cư được gọi là herpetology.

## Tiến hóa
Nhóm chính động vật lưỡng cư đầu tiên đã phát triển vào kỷ Devon, cách nay khoảng 370 triệu năm, từ Sarcopterygii tương tự như cá vây tay và cá phổi hiện đại, chúng đã tiến hóa các vây thùy giống chân nhiều đốt với các ngón cho phép chúng lê dọc theo đáy biển. Một vài loài cá đã phát triển phổi nguyên thủy giúp chúng hít thởi không khí trong các hồ tù đọng của đầm lầy kỷ Devon có oxy thấp. Chúng cũng có thể sử dụng các vây thùy mạnh mẽ của chúng để đưa cơ thể chúng lên khỏi mặt nước và "đi" trên đất khô trong trường hợp cần thiết. Cuối cùng vây xương của chúng có thể đã tiến hóa thành các chi và chúng có thể trở thành tổ tiên của tất cả các loài động vật bốn chân, bao gồm lưỡng cư hiện đại, bò sát, chim, và thú. Thay vì có thể trườn trên đất, nhiều loài cá dạng bốn chân tiền sử này vẫn mất nhiều thời gian của chúng sống dưới nước. Chúng đã bắt đầu phát triển phổi, nhưng vẫn thở qua mang là chủ yếu.
Ichthyostega là một trong những nhóm lưỡng cư nguyên thủy đầu tiên có hai lỗ mũi và phổi hoạt động hiệu quả. Nó có 4 chi, cổ, một đuôi có vây và hộp sọ rất giống với nhóm cá vây thùy Eusthenopteron. Động vật lưỡng cư tiến hóa thích nghi với môi trường cho phép chúng rời khỏi môi trường nước trong thời gian dài. Phổi của chúng được cải tiến và khung xương của chúng trở nên nặng và chắc hơn, có khả năng chịu đựng cùng với sự gia tăng trọng lượng khi chúng sống trên đất liền. Chúng đã phát triển "tay" và "chân" với 4 hoặc 5 ngón; da của chúng biến đổi để có thể duy trì các chất dịch và chống khô. Xương hyomandibula của cá ở vùng xương móng nằm phía sau mang đã giảm bớt về kích thước và trở thành bệ đỡ cho tai động vật lưỡng cư, một đặc điểm thích nghi cần thiết cho các động vật sống trên cạn. Mối quan hệ giữa động vật lưỡng cư và cá teleost là cấu trúc đa nếp gấp của răng và các cặp xương chẩm ở phía sau đầu, ngoài ra, các đặc điểm này không thể tìm thấy bất kỳ nơi đâu trong giới động vật.

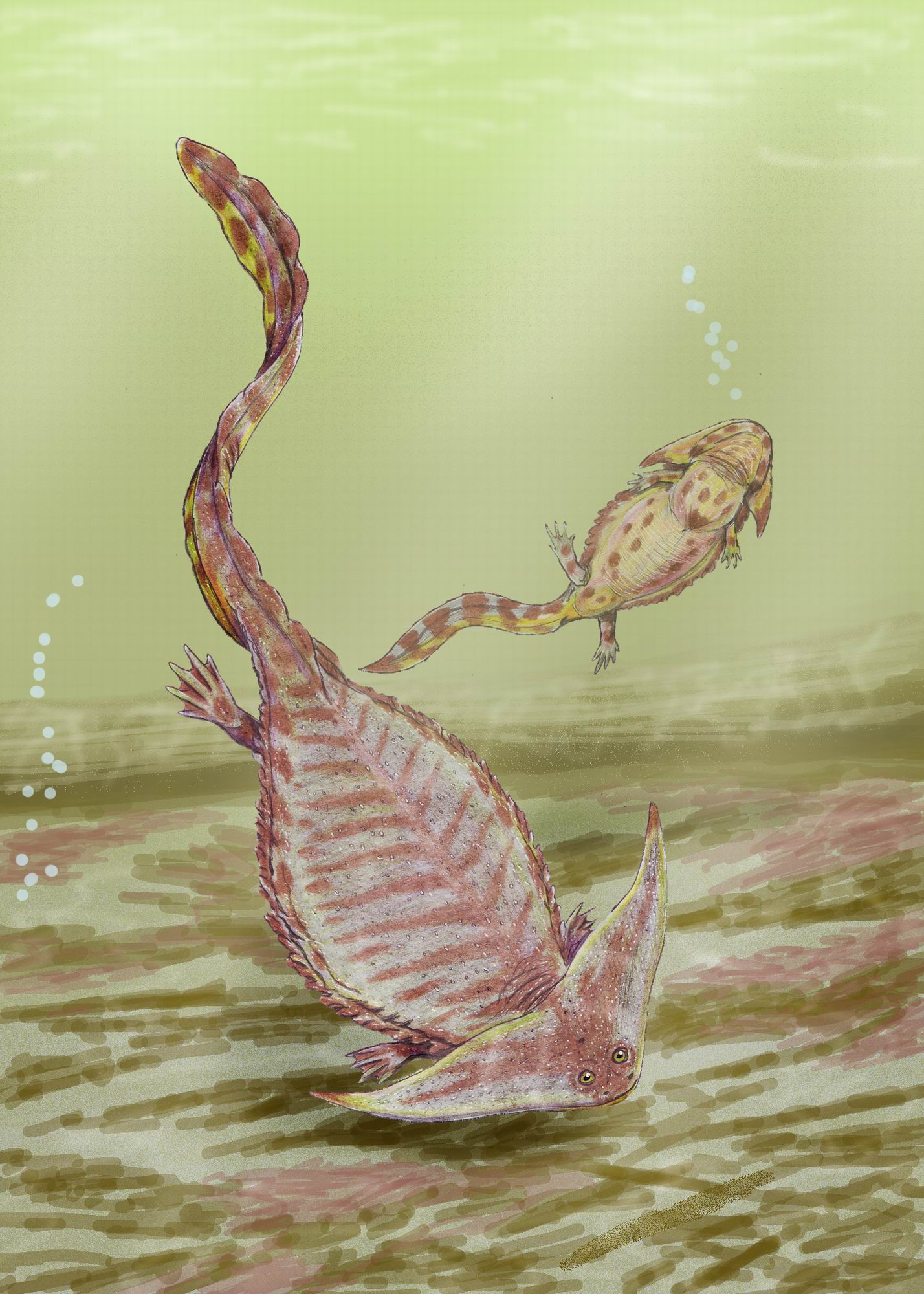
Diplocaulus là chi lưỡng cư thủy sinh lớn.

Vào cuối kỷ Devon (cách nay 360 triệu năm), biển, sông và hồ được lấp đầy các sinh vật trong khi đất liền chủ yếu là các thực vật thời kỳ đầu mà không có động vật có xương sống, mặc dù một số nhóm như Ichthyostega, có thể thỉnh thoảng chúng cũng ra khỏi môi trường nước. Người ta cho rằng chúng có thể đã trườn bằng 2 chi trước, để kéo phần sau của chúng tương tự như cách mà voi biển làm. Vào đầu kỷ Cacbon (cách nay 360 đến 345 triệu năm), khí hậu trở nên ướt và nóng. Các đầm lầy mở rộng với sự phát triển của rêu, dương xỉ, horsetail và calamites. Các động vật chân khớp thở bằng không khí đã tiến hóa và xâm chiếm đất liền, trên đất liền chúng là nguồn cung cấp thức ăn cho các động vật lưỡng cư ăn thịt và bắt đầu cho sự thích nghi môi trường trên cạn. Không có động vật bốn chân nào khác trên đất liền và các động vật lưỡng cư nằm trên mắc xích cao nhất của chuỗi thức ăn, nằm ở vị trí sinh thái hiện tại của cá sấu. Mặc dù đã có các chi và khả năng hít thở không khí, hầu hết chúng vẫn có cơ thể thon dài và đuôi khỏe. Chúng là các loài săn mồi hàng đầu trên đất liền, đôi khi chiều dài chúng đạt đến vài mét, chúng săn các côn trùng lớn của thời kỳ này và một số loài cá trong nước. Chúng vẫn cần phải trở lại môi trường nước để đẻ trứng không vỏ, và thậm chí các loài lưỡng cư hiện đại nhất có giai đoạn ấu trùng hoàn toàn trong môi trường nước với mang giống như tổ tiên cá của chúng. Sự phát triển trứng có màng ối, là màng chống khô, cho phép bò sát sinh sản trên cạn và cho phép chúng thống trị hệ sinh thái trong giai đoạn sau đó.
Trong suốt kỷ Trias (cách nay 250 đến 200 triệu năm), bò sát đã bắt đầu cạnh tranh với động vật lưỡng cư, làm cho sự sụt giảm về kích thước và độ quan trọng của động vật lưỡng cư trong sinh quyển. Theo dữ liệu hóa thạch, Lissamphibia, là nhóm bao gồm tất cả các động vật lưỡng cư hiện đại và là nhánh duy nhất còn sinh tồn, có thể đã rẽ nhánh từ các nhóm đã tuyệt chủng là Temnospondyli và Lepospondyli vào một thời điểm giữa Cacbon muộn và Trias sớm. Sự tương đối hiếm các bằng chứng hóa thạch gây khó khăn trong việc xác định chính xác thời điểm rẽ nhánh, nhưng nghiên cứu phân tử gần đây nhất dựa trên multilocus sequence typing, đề xuất rằng động vật lưỡng cư xuất hiện từ Cacbon muộn/Pecmi sớm.

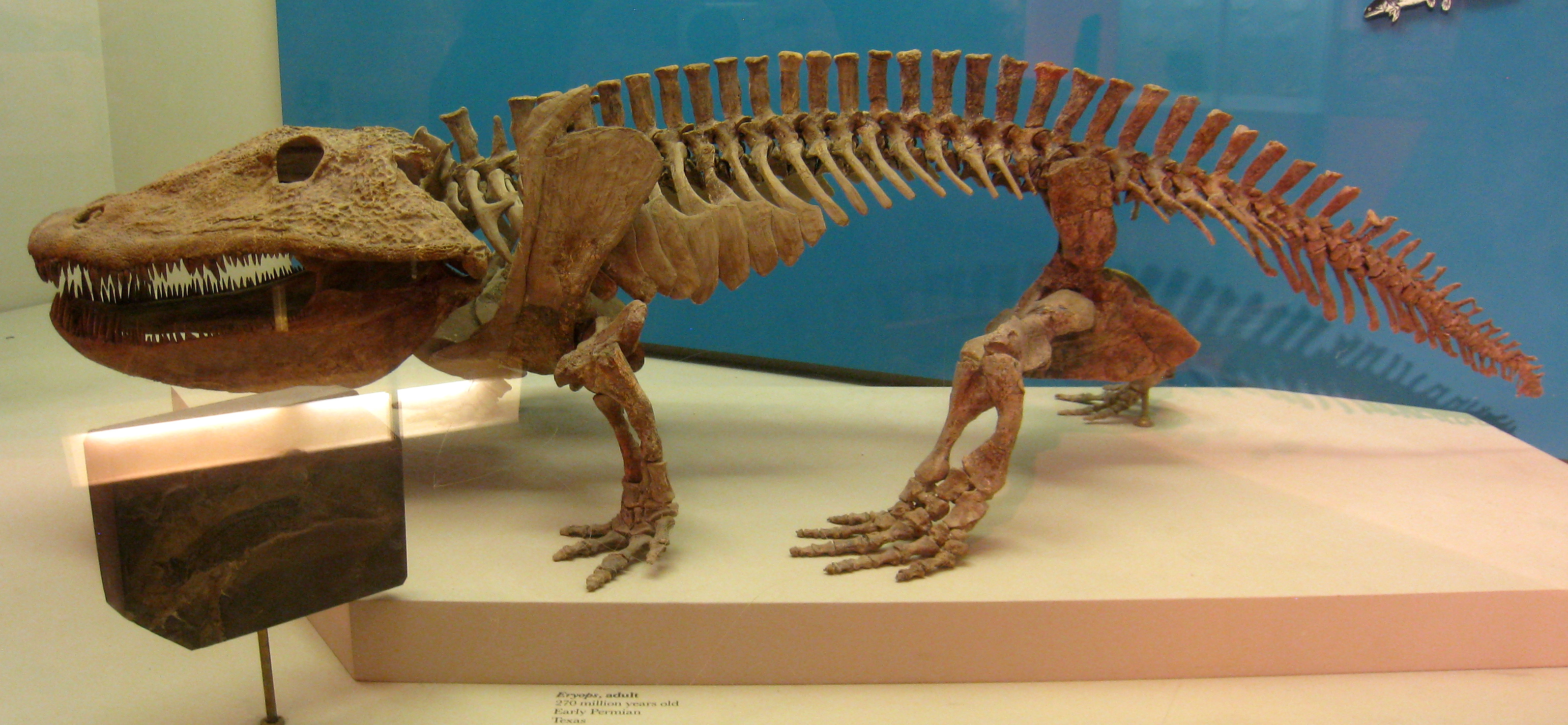
Temnospondyli Eryops có các chi mạnh mẽ để nâng đỡ cơ thể chúng trên cạn

Mối quan hệ giữa nguồn gốc và tiến hóa giữa 3 nhóm chính của động vật lưỡng cư là vấn đề vẫn còn tranh cãi. Một nghiên cứu phát sinh loài phân tử năm 2005 dựa trên việc phân tích rDNA đề nghị rằng kỳ giông và ếch giun có quan hệ gần hơn so với các loài trong bộ không đuôi. Nó cũng cho thấy rằng sự phân nhánh của 3 nhóm này đã diễn ra trong Đại Cổ sinh (Paleozoi) hoặc đầu Đại Trung sinh (Mesozoi) (cách nay khoảng 250 triệu năm), trước khi siêu lục địa Pangaea tan rã và ngay sau khi sự phân nhánh của chính từ các vây thùy. Sự diễn ra ngắn trong giai đoạn này, và sự phân nhánh nhanh chóng có thể làm cho sự khan hiếm tương đối của các hóa thạch lưỡng cư nguyên thủy. Có một khoảng trống lớn về hóa thạch nhưng sự phát hiện ra ếch nguyên thủy vào Permi sớm ở Texas năm 2008 đã cung cấp một liên kết bị mất đi với những đặc điểm của ếch hiện đại. Phân tích phân tử đề nghị rằng sự phân nhánh ếch-kỳ giông đã diễn ra sớm hơn so với các bằng chứng cổ sinh vật.
Do chúng tiến hóa từ cá phổi, động vật lưỡng cư phải thích nghi với việc sống trên cạn bao gồm cả việc phát triển các công cụ cần thiết cho việc di chuyển mới. Trong nước, việc chuyển động của đuôi theo phương ngang giúp chúng tiến về phía trước, nhưng trên cạn cơ chế khác biệt. Cột sống, các chi, gen chân tay và cơ bắp phải cần đủ khỏe để nâng chúng lên khỏi mặt đất để vận động và ăn. Con trưởng thành trên cạn bắt đầu thoái hóa hệ thống đường biên của chúng và thích nghi hệ cảm giác của chúng để nhận được kích thích qua môi trường không khí. Chúng cần phát triển những phương pháp mới để điều chỉnh thân nhiệt để đối phó với sự dao động nhiệt độ môi trường xung quanh. Chúng đã phát triển các thói quen thích hợp với sinh sản trong môi trường trên cạn. Da của chúng tiếp xúc với các tia cực tím mà trước kia các tia này bị hấp thụ] trong môi trường nước. Do vậy, da đã bị thay đổi để có thể bảo vệ tốt hơn và chống sự mất nước quá nhiều.

## Phân loại
Từ "Amphibia" xuất phát từ tiếng Hy Lạp cổ đại ἀμφίβιος (amphíbios), có nghĩa là "hai kiểu sống", ἀμφί nghĩa là "hai kiểu" và βιος nghĩa là "cuộc sống". Thuật ngữ này ban đầu được sử dụng như một tính từ chung cho tất cả động vật có thể sống cả trên mặt đất hoặc dưới nước, trong đó có hải cẩu và rái cá. Theo truyền thống, lớp lưỡng cư gồm tất cả các động vật xương sống bốn chân không có màng ối. Amphibia theo nghĩa rộng nhất (sensu lato) được chia thành ba phân lớp, hai trong số đó đã tuyệt chủng:
- Phân lớp Labyrinthodontia† (nhóm đa dạng vào Đại Cổ Sinh và đầu Đại Trung Sinh)
- Phân lớp Lepospondyli† (nhóm vào Đại Cổ Sinh, đôi khi được đặt trong Labyrinthodontia, có lẽ là họ hàng gần của động vật có màng ối hơn Lissamphibia)
- Phân lớp Lissamphibia: bao gồm tất cả các động vật lưỡng cư hiện đại, bao gồm ếch nhái, kỳ giông, sa giông và các động vật lưỡng cư không chân.
  - Bộ Anura (ếch nhái và cóc): từ kỷ Jura đến nay - 6200 loài trong 53 họ.
  - Bộ Caudata (kỳ giông và sa giông): từ kỷ Jura đến nay - 652 loài trong 9 họ.
  - Bộ Gymnophiona (ếch giun): từ kỷ Jura đến nay - 192 loài trong 10 họ.

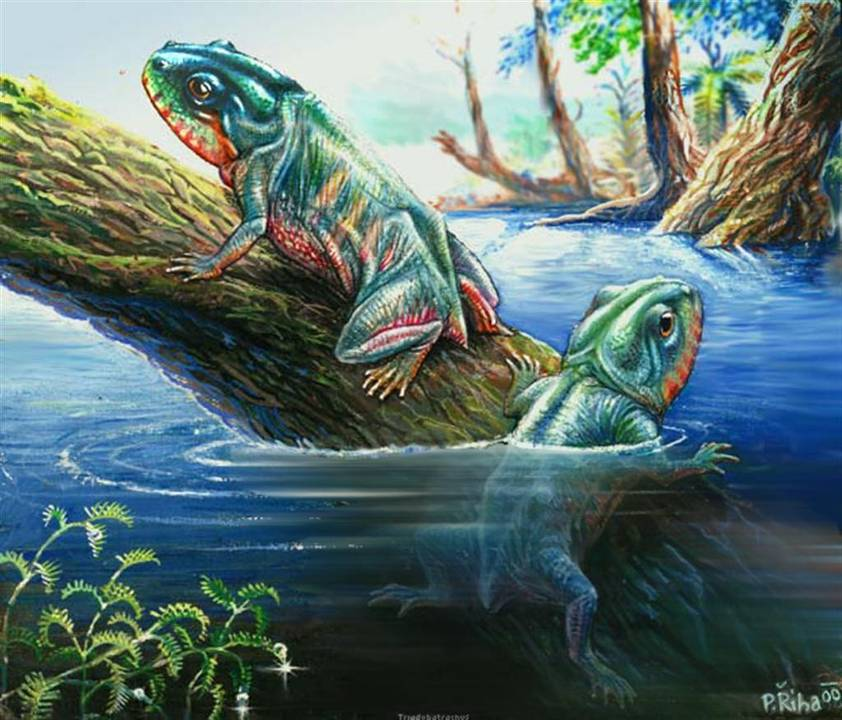
Triadobatrachus massinoti, một loài tiền ếch từ đầu kỷ Trias ở Madagascar

Số lượng các loài trong mỗi nhóm tùy thuộc vào hệ thống phân loại. Có hai hệ thống phân loại phổ biến là AmphibiaWeb, Đại học California (Berkeley), và phân loại của nhà bò sát học Darrel Frost và Bảo tàng lịch sử tự nhiên Hoa Kỳ. Số loài theo Frost và tổng số loài đã được biết đến vào khoảng 7.000, trong đó có 90% thuộc bộ Không đuôi (hay ếch-nhái).
Với việc phân loại phát sinh loài, các đơn vị phân loại Labyrinthodontia đã được loại bỏ vì nó là một nhóm cận ngành mà không có tính năng độc đáo rõ nét ngoài đặc điểm nguyên thủy được chia sẻ chung. Phân loại thay đổi theo sự phát sinh loài được tác giả ưa thích và cho dù họ sử dụng một gốc dựa trên phân loại hoặc dựa trên chia nút. Theo truyền thống, động vật lưỡng cư là một lớp được định nghĩa là tất cả động vật bốn chân với một giai đoạn ấu trùng, trong khi các nhóm bao gồm tổ tiên chung của tất cả các loài lưỡng cư còn đang tồn tại (ếch, kỳ giông và các loài lưỡng cư không chân) và tất cả phân hệ của chúng được gọi là Lissamphibia. Các phát sinh loài của động vật lưỡng cư Paleozoi là không chắc chắn, và Lissamphibia có thể nằm trong nhóm đã tuyệt chủng, như Temnospondyli (theo truyền thống được đặt trong lớp con Labyrinthodontia) hoặc Lepospondyli. Điều này có nghĩa rằng những người ủng hộ cho danh pháp phát sinh loài đã loại bỏ một số lượng lớn các nhóm động vật lưỡng cư tetrapod trong kỷ Devon và kỷ Cacbon trước đây đã được đưa vào phân loại của Linnaeus, và đưa vào một chỗ khác trong phân loại tiến hóa. Nếu tổ tiên chung của lưỡng cư và động vật có màng ối được bao gồm trong Amphibia, nó sẽ trở thành một nhóm cận ngành.
Tất cả các loài lưỡng cư hiện đại có trong phân lớp Lissamphibia, thường được coi là một nhánh, gồm một nhóm các loài đã tiến hóa từ một tổ tiên chung. Ba loài hiện đại là Anura (ếch và cóc), Caudata (hoặc Urodela, kỳ giông), và Gymnophiona (hoặc Apoda, các loài lưỡng cư không chân). Người ta cho rằng loài kỳ giông phát sinh một cách riêng biệt từ một tổ tiên giống Temnospondyli, và thậm chí là các loài lưỡng cư không chân là nhóm gần gũi của động vật lưỡng cư biến từ bò sát, và do đó thuộc họ các động vật có màng ối. Mặc dù các hóa thạch của một số ếch nhái cổ đại với các đặc tính nguyên thủy được biết đến, loài ếch nhái lâu đời nhất là Prosalirus bitis, từ thành hệ Kayenta kỷ Jura ở Arizona. Về mặt giải phẫu nó rất giống với loài ếch hiện đại. Loài lưỡng cư không chân lâu đời nhất được biết đến là một loài ở đầu kỷ Jura, Eocaecilia micropodia và cũng từ Arizona. Sa giông sớm nhất là Beiyanerpeton jianpingensis từ kỷ Jura ở đông bắc Trung Quốc.
Các tác giả bất đầu rằng Salientia là một siêu bộ gồm bộ Anura, hay Anura là một phân bộ của bộ Salientia. Lissamphibia theo truyền thống chia làm ba bộ, họ bề ngoài giống kỳ giông, Albanerpetontidae, nay được xem là một phần Lissamphibia cùng với Salientia. Thêm vào đó, Salientia gồm cả ba bộ lưỡng cư hiện đại cộng với chi tiền ếch kỷ Trias, Triadobatrachus.

## Đặc điểm
Liên lớp động vật bốn chân (Tetrapoda) được chia thành 4 lớp gồm các loài động vật có 4 chi. Bò sát, chim và thú là các động vật có màng ối, trứng của chúng được đẻ ra ngoài hoặc mang trong cơ thể con cái và được bao bọc xung quanh bởi nhiều màng, một vài trong số đó vẫn chưa thể hiểu hết được. Thiếu các màng này, động vật lưỡng cư cần có các vực nước để sinh sản, mặc dù vài loài đã phát triển qua nhiều giai đoạn khác nhau để bảo vệ hoặc bỏ qua giai đoạn ấu trùng ở trong nước dễ bị tổn thương. Chúng không có mặt ở biển trừ một hoặc 2 loài ếch sống trong vùng nước lợ của các đầm lầy ngập mặn. Trên đất liền, các động vật lưỡng cư sống giới hạn trong các môi trường ẩm ướt do chúng cần phải giữ cho da của chúng ẩm.
Động vật lưỡng cư (và cả động vật có xương sống) nhỏ nhất trên thế giới là loài Paedophryne amauensis trong họ microhylidae ở New Guinea được phát hiện năm 2012. Nó có chiều dài trung bình 7,7 mm (0,30 in) và nó thuộc chi có đến 4 trong số 10 loài ếch nhỏ nhát thế giới. Loài động vật lưỡng cư lớn nhất còn sinh tồn là Andrias davidianus, với chiều dài 1,8 m (5 ft 11 in) nhưng loài này lại nhỏ hơn nhiều so với loài đã tuyệt chủng trong chi Prionosuchus với chiều dài lên đến 9 m (30 ft). Loài tuyệt chủng này giống như cá sấu sống cách nay 270 triệu năm từ Permi giữa ở Brazil. Loài ếch lớn nhất là ếch Goliath châu Phi (Conraua goliath), với chiều dài có thể lên đến 32 cm (13 in) và cân nặng 3 kg (6,6 lb).
Động vật lưỡng cư là các loài động vật có xương sống máu lạnh, chúng không thể duy trì thân nhiệt qua các quá trình nội sinh lý. Tốc độ trao đổi chất của chúng thấp và kết quả là máu và năng lượng cần thiết của cũng bị giới hạn. Ở con trưởng thành, chúng có các tuyến lệ và mắt 1 mí có thể di chuyển, và hầu hết các loài có tai có thể cảm nhận được máy bay hoặc rung động mặt đất. Lưỡi của chúng có cơ, mà ở một số loài chúng có thể nhô ra ngoài. Động vật lưỡng cư hiện đại có đốt sống được hóa xương hoàn toàn với các lớp đệm nối khớp. Xương sườn của chúng thường ngắn và có thể bị nhầm lẫn với đốt sống. Hộp sọ của chúng hầu hết là rộng và ngắn, và thường không được hóa xương hoàn chỉnh. Da của chúng chứa ít keratin và không có vảy, ngoài một vài vảy giống như cá ở các loài Gymnophiona nhất định. Da của chúng chứa nhiều tuyến nhờn và ở một vài loài có các tuyến độc. Tim của động vật lưỡng cư có 3 ngăn, 2 tâm nhĩ và 1 tâm thất. Chúng có bàng quang và các chất thải gốc nitơ được tiết ra chủ yếu ở dạng nước tiểu. Hầu hết động vật lưỡng cư đẻ trứng trong nước và ấu trùng trong nước phải trải qua giai đoạn biến thái để trở thành con trưởng thành sống trên cạn. Động vật lưỡng cư thở bằng phương thức bơm, không khí đầu tiên được đẩy xuống khu vực hầu họng qua lỗ mũi. Sau đó lớp màng hậu họng đóng lại và không khí được đẩy vào phổi bằng cách thắt cổ họng. Một phương thức khác là trao đổi khí qua da.

### Bộ Không đuôi (Anura)

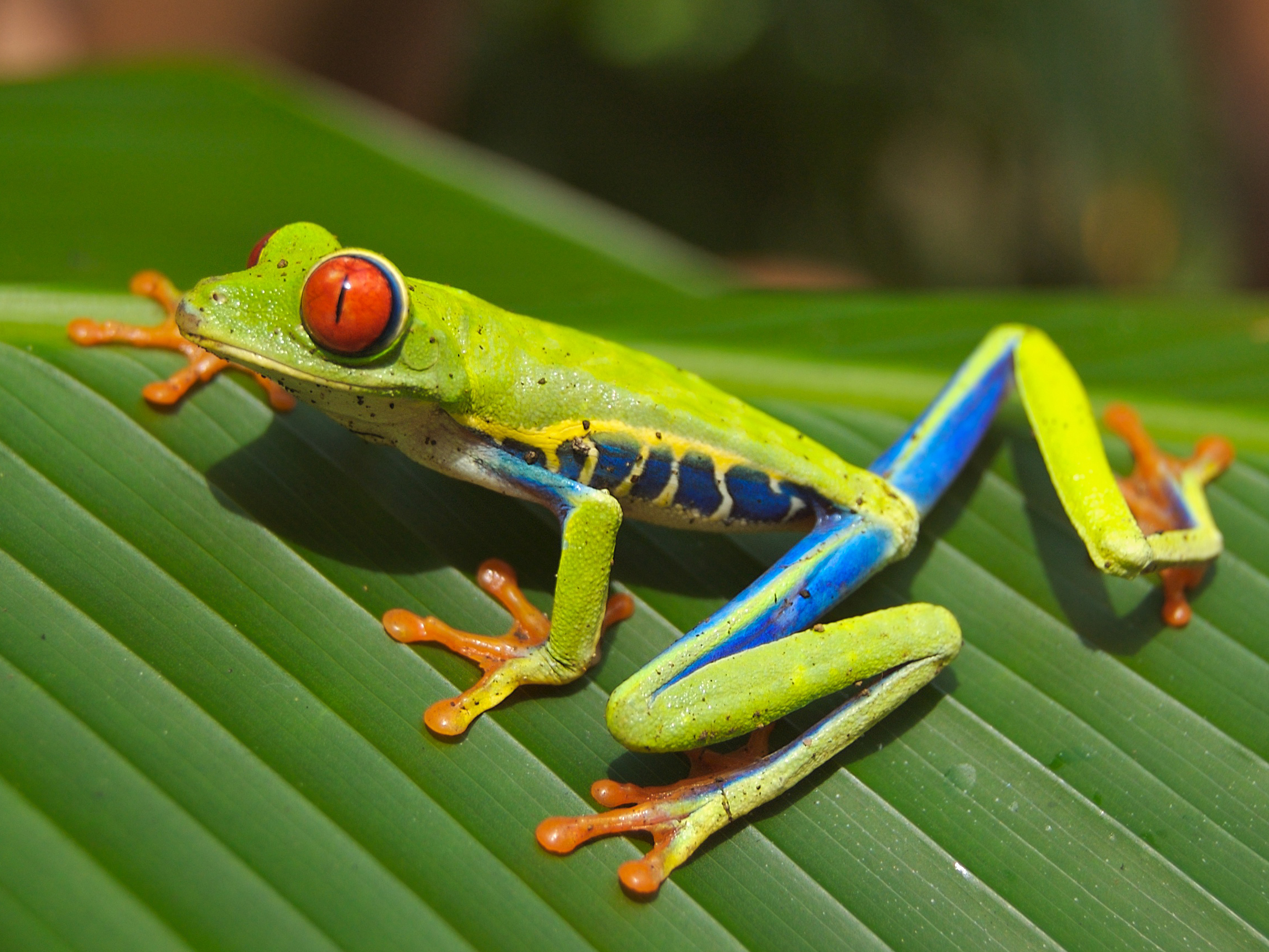
Nhái cây mắt đỏ (Agalychnis callidryas) với chi thích ứng để leo trèo

Bộ Anura (từ tiếng Hy Lạp Cổ đại a(n)- nghĩa là "thiếu" và oura nghĩa là "đuôi") gồm có ếch, nhái và cóc. Chúng thường có chân sau rất dài, chân trước ngắn hơn, ngón chân có màng không móng, không có đuôi, mắt lớn và da có các tuyến nhầy. Các thành viên trong bộ có da trơn được gọi là ếch, trong khi các thành viên có da sần được biết tới như cóc. Quy tắc này không được dùng trong phân loại và cũng có nhiều ngoại lệ. Thành viên trong họ Bufonidae được gọi là "cóc thực sự". Kích thước của bộ không đuôi từ ếch Goliath (Conraua goliath) dài tới 30 xentimét (12 in) của Tây Phi đến Paedophryne amauensis chỉ dài 7,7 milimét (0,30 in)- sống ở Papua New Guinea được mô tả năm 2012, cũng là động vật có xương sống nhỏ nhất được biết đến. Mặc dù đa số các loài sống cả dưới nước và đất ẩm, một số chuyên biệt hóa để sống trên cây hay trong sa mạc. Bộ này được tìm thấy toàn thế giới trừ vùng cực.

### Bộ Có đuôi (Caudata)

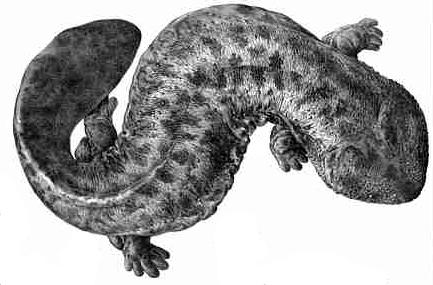
Kỳ giông khổng lồ Nhật Bản
(Andrias japonicus), một loài kỳ giông

Bộ Caudata (tiếng Latin cauda nghĩa là "đuôi") bao gồm các loài kỳ giông, sa giông và cá cóc-có cơ thể thuôn dài, phổi kém phát triển và hầu hết có hình dạng giống thằn lằn. Chúng không có quan hệ họ hàng gì gần với thằn lằn. Chúng có da trần không vảy, thiếu móng vuốt, đuôi thường dẹp và đôi khi có dạng vây. Chúng có kích thước từ Kỳ giông khổng lồ Trung Quốc (Andrias davidianus), đã được báo cáo dài 1,8 mét (5 ft 11 in), đến loài kỳ giông Thorius pennatulus từ Mexico hiếm khi dài quá 20 mm (0,8 in). Bộ không đuôi phân bố rộng rãi ở vùng Holarctic tại bắc bán cầu. Họ Plethodontidae được tìm thấy ở Trung Mỹ và bắc Nam Mỹ tại lưu vực sông Amazon. Urodela là tên đôi khi được dùng cho tất cả các loài thuộc bộ có đuôi còn sinh tồn. Nhiều họ trong bộ này kéo dài tình trạng thơ ấu như không đặt được sự biến thái hoàn toàn hay vẫn giữ các đặc tính của ấu trùng cả khi trưởng thành. Hầu hết dài dưới 15 cm (6 in). Khi ở trên mặt đất, chúng dùng hầu hết thời gian trong ngày để ẩn trốn dưới các tảng đá hoặc gỗ hoặc thảm thực vật dày.

### Bộ Không chân (Gymnophiona)

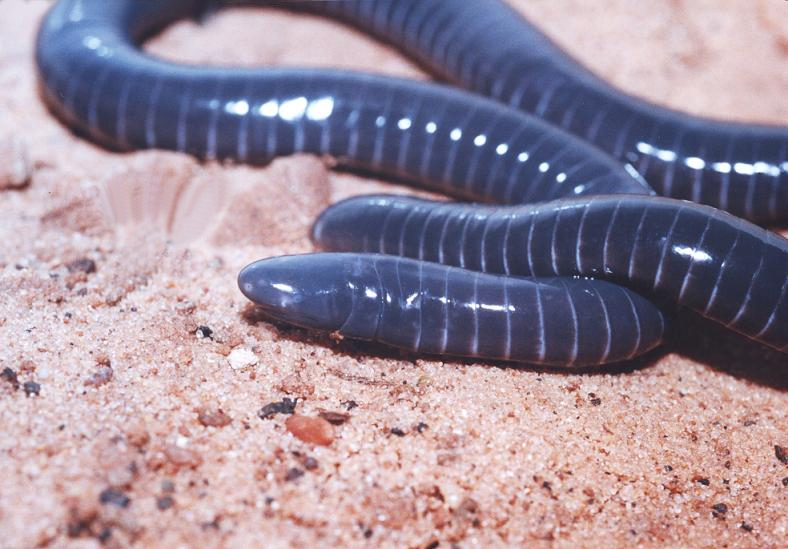
Loài ếch giun Siphonops paulensis

Bộ Gymnophiona (tiếng Hy Lạp gymnos nghĩa là "trần trụi, khỏa thân" và ophis nghĩa là "rắn") hay Apoda (tiếng Latin an- nghĩa là "thiếu" và tiếng Hy Lạp poda nghĩa là "chân") gồm các loài ếch giun. Đây là những động vật có thân dài, không chân có hình dạng giống rắn hay giun. Chiều dài cá thể trưởng thành từ 8 tới 75 xentimét (3 tới 30 inch) với ngoại lệ là Ếch giun Thomson (Caecilia thompsoni) có thể đạt chiều dài 150 xentimét (4,9 foot). Ếch giun có một đôi mắt thô sơ được da phủ lên, đôi mắt này có thể chỉ phân biệt được sự khác biệt về cường độ ánh sáng. Nó cũng có một đôi tua ngắn gần mắt có chức năng về xúc giác và khứu giác. Hầu hết ếch giun sống trong các hang dưới đất ẩm, nhưng cũng có một số sống thủy sinh. Hầu hết các loài đẻ con trong hang và khi trứng nở ra chúng đưa ấu trùng đến vực nước. Số khác ấp trứng và ấu trùng trải qua quá trình biến thái trước khi trứng nở. Số ít loài nuôi con ấu trùng bằng các chất tiết khi chúng còn ở trong vòi trứng. Ếch giun sống ở vùng nhiệt đới châu Phi, châu Á, Trung và Nam Mỹ.

## Sinh sản

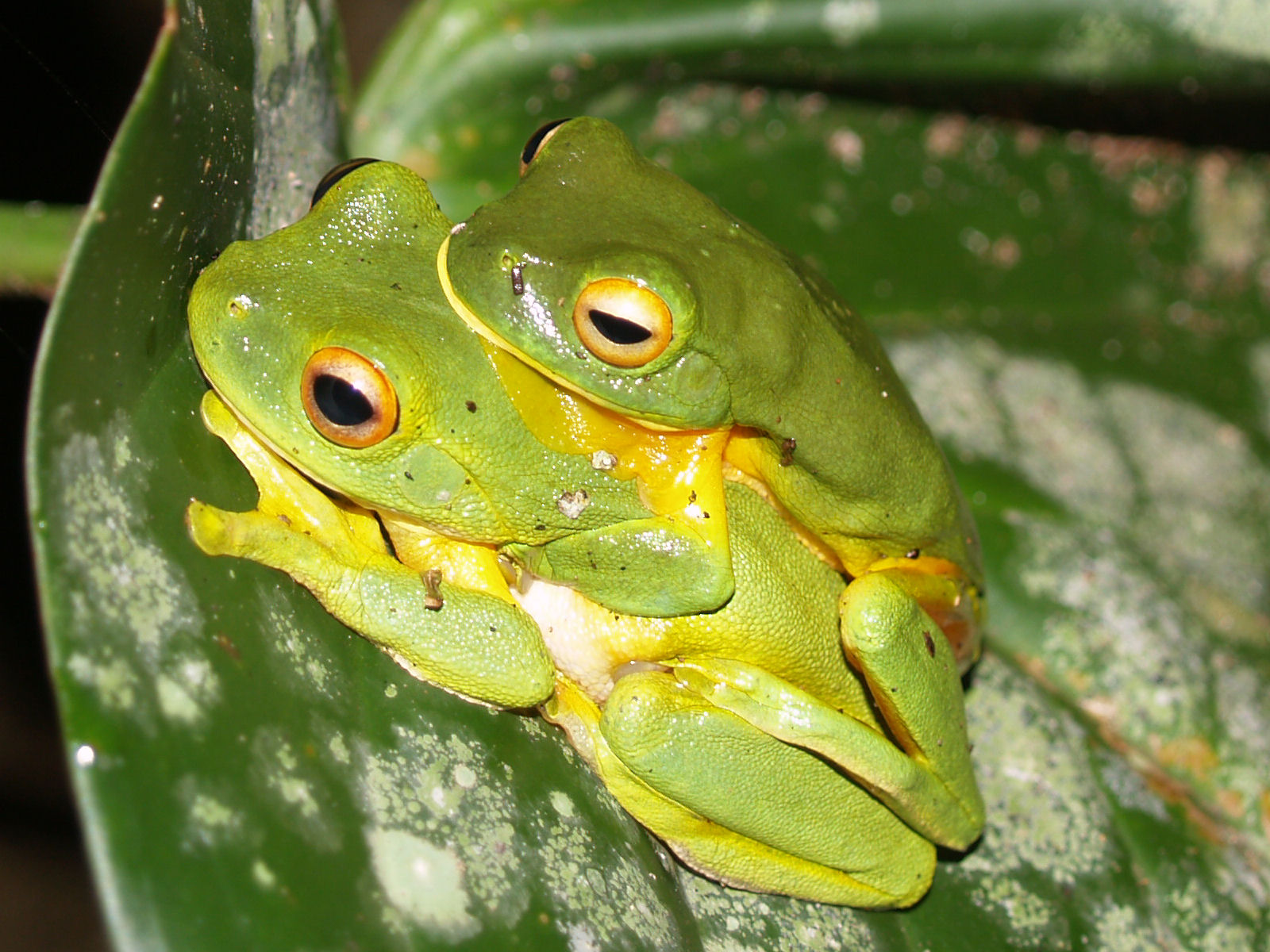
Litoria xanthomera đực ôm con cái trong quá trình cõng ghép đôi (amplexus)

Việc sinh sản của hầu hết lưỡng cư cần nước ngọt mặc dù một số đẻ trứng trên đất và dùng nhiều cách để giữ ẩm. Số ít (ví dụ Fejervarya raja) có thể sống ở nước lợ nhưng không có lưỡng cư biển thật sự. Có các báo cáo về những quần thể lưỡng cư đột nhiên xâm lấn vùng nước mặn. Như vụ xâm lấn Biển Đen của loài lai tự nhiên của Pelophylax esculentus báo cáo năm 2010.

## Nghiên cứu
Ngành nghiên cứu lưỡng cư được gọi là lưỡng cư học (batrachology). Lưỡng cư học là một phần của ngành động vật học rộng hơn nhưng lưỡng cư học ít khi được học riêng. Nghiên cứu phần này có thể liên quan đến phân loại, hình thái, hành vi, sinh thái hay hóa sinh của động vật. Kết quả nghiên cứu thường được công bố và phát hành trên các tạp chí sinh học.